# Паушешти (Вранча)
Паушешти (рум. Păuşeşti) насеље је у Румунији у округу Вранча. Oпштина се налази на надморској висини од 316 m.

## Становништво
Према подацима из 2011. године у насељу је живело 2973 становника.